# Чемпіонат Європи з боксу 1991
XXIX Чемпіонат Європи з боксу (чоловіків) відбувся 7 — 12 травня 1991 року в місті Гетеборг у Швеції. Участь в чемпіонаті взяв 191 боксер з 26 країн Європи. Змагання відбувалися у 12 вагових категоріях. Всього під час турніру було проведено 179 боїв, з яких 30 (16,76%) закінчилися достроковою перемогою одного з боксерів.

Найсуттєвіша перемога на турнірі
54 кг. 1/8 фіналу
Андреас Тевс  45:3  Міка Форс
Найрезультативніший бій турніру
75 кг. 1/8 фіналу
Олександр Лебзяк  56:20  Гленфорд Джонхоп
Найменш результативний бій турніру
91 кг. 1/8 фіналу
Євген Судаков  11:9  Берт Тойхерт
«Суха перемога»
63,5 кг. 1/16 фіналу
Костя Цзю  21:0  Джеймс Пендер

## Учасники
- Австрія - 1
- Англія - 8
- Бельгія - 2
- Болгарія - 11
- Греція - 3
- Данія - 5
- Ізраїль - 4
- Ірландія - 7
- Іспанія - 12
- Італія - 10
- Нідерланди - 8
- Німеччина - 12
- Норвегія - 4
- Польща - 12
- Португалія - 5
- Румунія - 6
- СРСР - 12
- Туреччина - 10
- Уельс - 1
- Угорщина - 9
- Фінляндія - 9
- Франція - 8

Схематичне зображення країн - учасників чемпіонату і призерів

- Чеська і Словацька Федеративна Республіка - 7
- Швеція - 11
- Шотландія - 6
- Соціалістична Федеративна Республіка Югославія - 7

## Медалісти
| Категорія:                                    | Золото:               | Срібло:               | Бронза:                                |
| Перша найлегша вага (до 48 кг) - 14 уч.       | Івайло Марінов        | Луїджі Кастільйоне    | Пал Лакатош Пол Вейр                   |
| Найлегша вага (до 51 кг) - 15 уч.             | Іштван Ковач          | Маріо Лох             | Данієль Петров Валентин Барбу          |
| Легша вага (до 54 кг) - 15 уч.                | Серафім Тодоров       | Мігель Діас           | Андреас Тевс Джиммі Маянджа            |
| Напівлегка вага (до 57 кг) - 16 уч.           | Пол Гріффін           | Фуат Гатін            | Алан Воган Джамель Ліфа                |
| Легка вага (до 60 кг) - 19 уч.                | Васіле Ністор         | Айрат Хаматов         | Марко Рудольф Тончо Тончев             |
| Перша напівсередня вага (до 63.5 кг) - 21 уч. | Костя Цзю             | Андреас Цюлов         | Вукашин Добрасинович Мікеле Піццирилло |
| Напівсередня вага (до 67 кг) - 20 уч.         | Роберто Велін         | Володимир Єрещенко    | Муйо Байрович Дьйордь Міжеї            |
| Перша середня вага (до 71 кг) - 15 уч.        | Ісраел Акопкохян      | Торстен Шмітц         | Ян Дідак Оле Клеметсен                 |
| Середня вага (до 75 кг) - 19 уч.              | Свен Оттке            | Міхал Франек          | Олександр Лебзяк Роберт Буда           |
| Напівважка вага (до 81 кг) - 16 уч.           | Даріуш Міхальчевський | Петер Звезерійнен     | Ростислав Зауличний Марсель Берешоає   |
| Важка вага (до 91 кг) - 12 уч.                | Арнольд Вандерліде    | Георгіос Стефанопулос | Євген Судаков Петер Харт               |
| Надважка вага (вище 91 кг) - 8 уч.            | Євген Білоусов        | Андреас Шнідерс       | Свілен Русінов Браян Нільсен           |

## Результати фіналів
| Вагова категорія | Переможець            | Рахунок | Переможений опонент   |
| ---------------- | --------------------- | ------- | --------------------- |
| 48 кг            | Івайло Маринов        | 16:6    | Луїджі Кастільйоне    |
| 51 кг            | Іштван Ковач          | 30:17   | Маріо Лох             |
| 54 кг            | Серафім Тодоров       | 29:12   | Мігель Діас           |
| 57 кг            | Пол Гріффін           | 23:15   | Фаат Гатін            |
| 60 кг            | Васіле Ністор         | 24:2    | Айрат Хаматов         |
| 63.5 кг          | Костя Цзю             | 33:11   | Андреас Цюлов         |
| 67 кг            | Роберто Велін         | 24:15   | Володимир Єрещенко    |
| 71 кг            | Ісраел Акопкохян      | 26:14   | Торстен Шмітц         |
| 75 кг            | Свен Оттке            | 43:13   | Міхаел Франек         |
| 81 кг            | Даріуш Міхальчевський | 32:6    | Петер Звезерейнен     |
| 91 кг            | Арнольд Вандерліде    | 23:12   | Георгіос Стефанопулос |
| +91 кг           | Євген Білоусов        | 33:18   | Андреас Шнідерс       |

## Медальний залік
| Медальний залік |                                                |        |        |        |       |
| Місце           | Держава                                        | Золото | Срібло | Бронза | Разом |
| 1               | СРСР                                           | 3      | 3      | 3      | 9     |
| 2               | Німеччина                                      | 2      | 4      | 2      | 8     |
| 3               | Болгарія                                       | 2      | 0      | 3      | 5     |
| 4               | Нідерланди                                     | 1      | 2      | 0      | 3     |
| 5               | Угорщина                                       | 1      | 0      | 3      | 4     |
| 6               | Румунія                                        | 1      | 0      | 2      | 3     |
| 7               | Швеція                                         | 1      | 0      | 1      | 2     |
| 8               | Ірландія                                       | 1      | 0      | 0      | 1     |
| 9               | Італія                                         | 0      | 1      | 1      | 2     |
| 10              | Чеська і Словацька Федеративна Республіка      | 0      | 1      | 0      | 1     |
| 10              | Греція                                         | 0      | 1      | 0      | 1     |
| 12              | Соціалістична Федеративна Республіка Югославія | 0      | 0      | 2      | 2     |
| 12              | Польща                                         | 0      | 0      | 2      | 2     |
| 14              | Данія                                          | 0      | 0      | 1      | 1     |
| 14              | Англія                                         | 0      | 0      | 1      | 1     |
| 14              | Франція                                        | 0      | 0      | 1      | 1     |
| 14              | Норвегія                                       | 0      | 0      | 1      | 1     |
| 14              | Шотландія                                      | 0      | 0      | 1      | 1     |
| Разом           | 19 держав                                      | 12     | 12     | 24     | 48    |